# 換地權益書
換地權益書是香港政府於1960年代至1980年代期間所作出的一種徵收土地賠償方式，分為甲種換地權益書（Letter A）及乙種換地權益書（Letter B）兩類。

## 背景
由於香港的房屋需求甚殷，政府提出在新界發展多個新市鎮的計劃，因此需要徵收大量新界土地。為減低收地的現金支出，政府自1960年起將其中部份的收地賠償，以換地權益書來代替現金賠償。甲種換地權益書適用於主動交還新界土地者，容許持有人每平方呎建築用地換取1平方呎建築用地；乙種換地權益書適用於收地公告發出後徵收的新界土地，容許持有人每5平方呎被收回農地，可於將來換取2平方呎同樣位於新界的屋地，而且可於1984-85年指定四場市區土地拍賣，或該年及以後的所有新界土地競投中，用作支付地價。
1970年代初，不少香港地產發展商看好香港地產前景，所以積極收集乙種換地權益書，當中以華懋集團、新鴻基地產、恒基兆業及南豐集團最為積極。1970年代末期，政府經過檢討之後，把收地賠償改為一半現金、一半換地權益書。
由於有地產商囤積換地權益書，政府曾考慮對行使換地權益書施加額外限制，但因遭受反對而沒有實施。
因政府難以兌現大批換地權益書，遂於1983年4月起取消此制度，全面只以現金賠償收地。
由於很多涉及新界土地的投標或拍賣中，只容許持有換地權益書的人士參予，故此換地權益書的炒賣風氣一度很熾烈。但隨著《新界土地交換權利（贖回）條例》於1997年生效，將所有仍未贖回的換地權益書變成只能向政府要求現金賠償，市場已再見不到換地權益書的交易。

## 以換地權益書換取的地皮
- 荃灣如心廣場[7]
- 荃灣灣景廣場
- 荃灣海晴軒（全港最後一幅以此等方式換取的地皮）
- 荃灣怡景園
- 荃灣荃灣千色匯I
- 葵涌葵涌廣場
- 葵涌新都會廣場[8]
- 葵涌華豐園
- 葵涌華景山莊[9]
- 青衣青衣工業中心
- 火炭安華工業大廈
- 火炭國際工業中心
- 火炭利達工業中心
- 火炭世紀中心
- 火炭碧霞花園[10]
- 沙田蔚景園
- 沙田寶松苑
- 沙田寶栢苑一期
- 沙田碧濤花園
- 沙田恒峰花園
- 沙田翠景花園
- 沙田翠華花園
- 沙田新城市廣場[11]
- 沙田新城市中央廣場[12]
- 大埔寶湖花園
- 大埔翠林閣
- 大埔美豐花園
- 大埔大埔中心
- 大埔新達廣場
- 大埔麗湖閣
- 大埔太湖花園二期[7]
- 粉嶺粉嶺中心
- 粉嶺粉嶺名都
- 粉嶺花都廣場
- 上水富榮大廈
- 上水新都廣場
- 上水龍豐花園
- 上水上水名都
- 上水上水中心
- 上水威尼斯花園
- 西貢西貢花園
- 將軍澳新都城
- 將軍澳東港城
- 將軍澳慧安園
- 將軍澳南豐廣場
- 將軍澳富麗花園
- 將軍澳都會豪庭
- 將軍澳新寶城
- 馬鞍山新港城
- 馬鞍山馬鞍山中心
- 馬鞍山迎濤灣
- 馬鞍山海濤居
- 元朗永富閣
- 元朗順豐大廈
- 元朗萬豐大廈
- 元朗好順意大廈
- 元朗昌發大廈
- 元朗建威大廈
- 元朗怡豐大廈
- 元朗恒富大廈
- 元朗榮豐大廈
- 元朗信發大廈
- 元朗偉發大廈
- 元朗興旺大廈
- 元朗盛發大廈
- 元朗連勝大廈
- 元朗怡康大廈
- 元朗興隆中心
- 元朗冠豐大廈
- 元朗建輝大廈
- 元朗合益廣場
- 元朗元朗千色滙
- 屯門翠林花園
- 屯門彩華花園
- 屯門錦暉花園
- 屯門恒富大廈
- 屯門青榕臺
- 屯門豐景園
- 屯門啓豐園
- 屯門錦興大廈
- 屯門屯門市廣場
- 屯門鳴發工業中心
- 大嶼山愉景灣
- 尖東華懋廣場[註 3][13]

## 註解
1. ↑  該批指定地皮包括太古廣場一期、力寶太陽廣場、華懋廣場及千禧新世界香港酒店。
2. ↑  額外限制共有兩項，包括在沒有可換地皮時改為現金賠償，以及限定發展商在換地權益書發出後，須在指定時間內以此投得地皮。
3. ↑  土地雖採用公開拍賣方式批出，但發展商可用乙種換地權益書支付地價。